# Migray József
Migray József (Nagykőrös, 1882. március 9. – Budapest, 1938. december 12.) költő, újságíró, műfordító, történész. Számos szocialista irányú könyvet, füzetet írt, és fordított.

## Életútja
Migray József és Zsoldos Klára fia. Pályáját kőművesként kezdte, volt lakatos művezető Budapesten, egy ideig pedig a fővárosban tanított. Később Aradra került tanárnak. Budapesten és Brassóban dolgozott újságíróként, s volt az Athenaeum nyomda korrektora is. 1897-ben szerkesztette az első ifjúmunkáslapot, az Előrét. Az 1918-as polgári demokratikus forradalom kormánybiztosa, a Tanácsköztársaság alatt a földművelésügyi népbiztosság osztályvezetője volt. A Tanácsköztársaság bukását követően börtönbe került. Miután kiszabadult, a Népszava munkatársaként dolgozott. 1928-ban lépett ki a szerkesztőségből, Peyer Károllyal összekülönbözött, s így az Magyarországi Szociáldemokrata Párt kizárta soraiból. Próbálkozott létrehozni egy centrista pártot, ám az erre vonatkozó sikertelen kísérlete után jobbra tolódott és a Nyilaskeresztes Párt elődeivel került kapcsolatba. Halálát szívizom-elfajulás okozta. Felesége Hermann Janka Dorottya volt.

## Művei

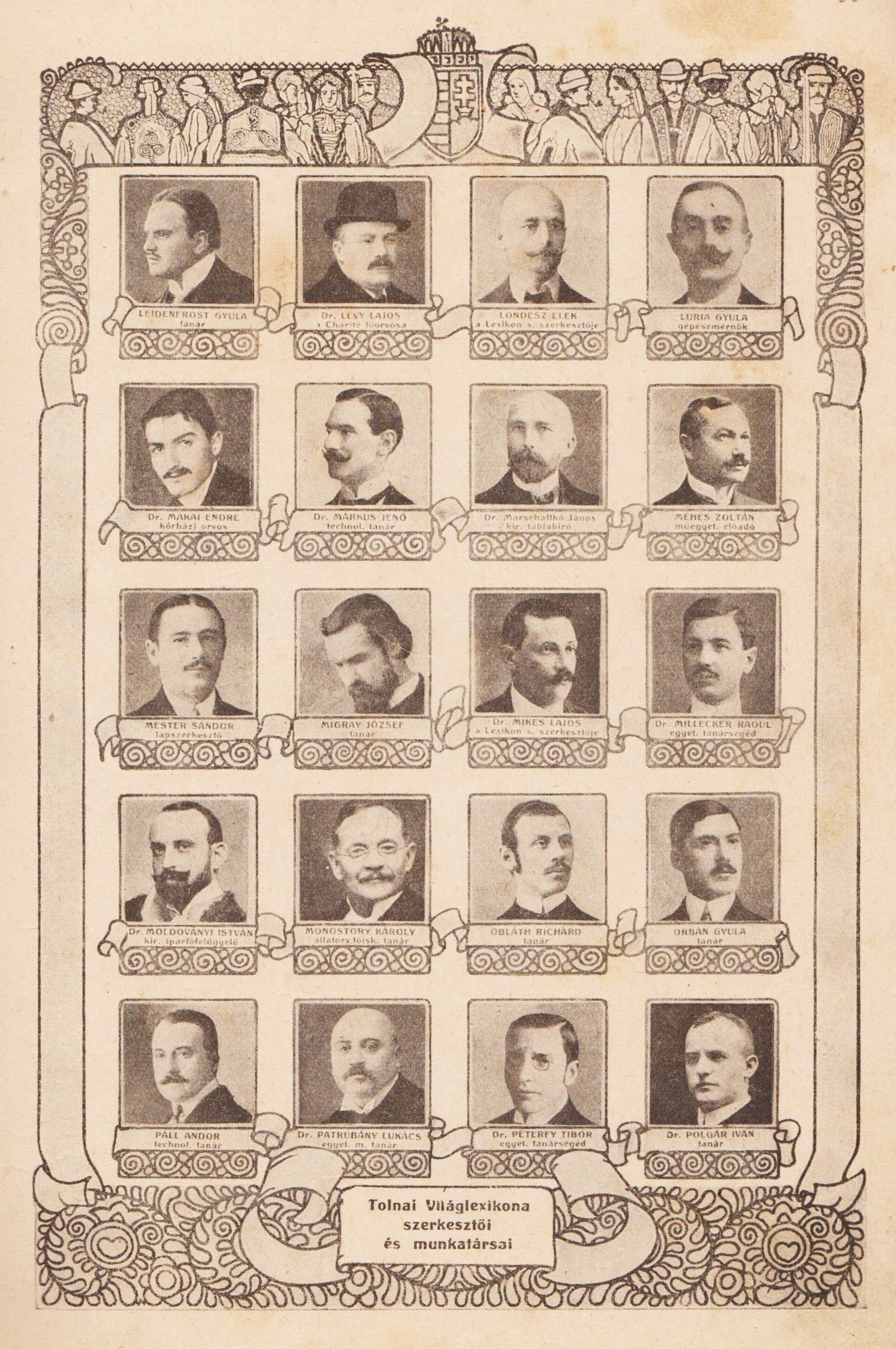
Arcképe a Tolnai világlexikona munkatársai között

### Saját könyvek, füzetek
- Vörös zászló alatt. Költemények [1897–1899], A "Népolvasótár" Kiadása, Budapest, 1900.
- Forrongás, »Árpád« Könyvnyomda, Budapest, 1903. (versek)
- Anarkizmus, Politzer Zsigmond Kiadása, Budapest, 1904. (Migray Józseffel és Schmitt Jenővel közösen)
- A fogalmazás tanításáról. Különlenyomat a »Népművelés«-ből, Franklin-Társulat, Budapest, 1908.
- A szociális kérdések, az iskola és a tanítóság. A budapesti tanítótestület elemi iskolai körének 1910. október hó 6-iki közgyűlésén tartott felolvasás, A Szerző Kiadása, Budapest, 1911. (Modern pedagógiai könyvtár)
- Népek, nemzetek és kultúrák. Különlenyomat a »Népművelés«-ből, Korvin Testvérek Kiadása, Budapest, 1915.
- Magasban. Költemények, Táltos Kiadás, Budapest, 1918.
- Szocializmus és népnevelés Az oktatásügy reformjának alapkérdései, A Táltos Kiadása, Budapest, 1919. (Táltos könyvtár 5-7.)
- A vallás válsága, A Táltos Kiadása, Budapest, 1919. (antiklerikális vitairatok, Táltos könyvtár 14-15.)
- Mit akarunk hát: Kié legyen a föld, Világosság Nyomda, Budapest, 1919.
- A vörösőr kis tankönyve, Pesti Könyvnyomda, Budapest, 1919. (Vörös őrség országos főparancsnokságának könyvtára)
- Egy keresztényszociális állam története. A jezsuiták köztársasága Paraguayban: 1609–1768, Népszava Kiadása, Budapest, 1923.
- Az Internacionálé története I–II., Népszava Kiadása, Budapest, 1924. (Munkáskönyvtár 44.)
- Az egyház, a munkáskérdés és a keresztényszociális szakszervezetek, Népszava Kiadása, Budapest, 1925. (Szocialista agitációs iratok)
- A marxizmus csődje: a szocializálási elmélet a gyakorlatban, Stephaneum Nyomda, Budapest, 1932.
- Mit akar a Magyar Nemzeti Szocialista mozgalom?, A Magyar Nemzeti Szocialista Párt Kiadása, Budapest, 1936.

### Tanulmányok más művekben
Kisebb tanulmányai jelentek meg a Népszava naptára több évfolyamában (pl. 1917, 1918, 1926, Népszava-Könyvkereskedés, Budapest). Verseiből többet a Harcos énekek – Szabadságdalok, versek, szavalatok gyüjteménye antológia is közreadott (szerk. Szakasits Árpád, Népszava Könyvkereskedés, Budapest, 1926). Munkatársa volt a Tolnai világlexikonának (Magyar Kereskedelmi Közlöny Hírlap és Könyvkiadó Vállalat, Budapest, 1912–1919).
Bevezetést írt: 
- Schmitt Jenő: Művészet, etikai élet, szerelem, A Táltos Kiadása, Budapest, 1917.
- Maxim Gorkij: A besugó. Regény, ford. Róna István, Anonymus Könyvkiadó, Budapest, 1924. (Orosz Irók Remekei-sorozat)
- Nikoláj Gogoly: Tanyai esték, ford. Kiss Dezső, A Népszava Kiadása, Budapest, 1925.

### Műfordításai
- Schmitt Jenő Henrik három előadása: Tolsztoj – Nietzsche – Ibsen, Ifj. Nagel Ottó Könyvkereskedése, Budapest, 1911.
- Max Beer: A szocializmus és a társadalmi harcok története I–V., Népszava-Könyvkereskedés, Budapest, 1922–1926.[5]
- Multatuli: Max Havelaar vagy a holland kereskedelmi társaságok kávéárverései, Népszava-Könyvkereskedés, Budapest, 1924.
- James Ramsay MacDonald: Szocializmus és társadalom, Népszava-Könyvkereskedés, Budapest, 1925.
- Bernstein Ede: Mi a szocializmus?, Népszava-Könyvkereskedés Kiadása, Budapest, 1932. (Szocialista agitációs füzetek 29.)

### Szerkesztései
Szerkesztette Takács Máriával a Mesekincs I. A világ népeinek meséiből – Első könyv című művet (Népszava-Könyvkereskedés Kiadása, Budapest, 1923).